# Anisoplia imitatrix
Anisoplia imitatrix är en skalbaggsart som beskrevs av Viktor Apfelbeck 1909. Anisoplia imitatrix ingår i släktet Anisoplia och familjen Rutelidae. Inga underarter finns listade i Catalogue of Life.